# Tervo
Tervo este o comună din Finlanda.